# 尚普蘭湖
尚普蘭湖（英語：Lake Champlain）是一個位於北美洲的淡水湖，主要位於美國境內（佛蒙特州與紐約州），但有一部份跨越了美國與加拿大的邊界，被譽為第六大湖。

## 地理
尚普蘭湖位於佛蒙特州的綠山山脈與紐約州的阿第倫達克山脈之間的尚普蘭河谷中，往北經由里舍盧河在蒙特婁附近注入聖勞倫斯河。
尚普蘭湖主要位於鄉村地帶，但是距離波士頓-華盛頓城市帶只有約三小時車程。湖畔最大的城市是佛蒙特州的伯靈頓（2000年時有38,889人）。

## 神秘生物
尚普（Champ、Champy）是一種傳聞中生活在尚普蘭湖的水怪，雖然已經有超過300件目擊案例被記錄下來，但目前為止沒有任何科學證據支持牠的存在。

## 外部連結
- Bloom: the Plight of Lake Champlain (PBS film series)
- Champlain: The Lake Between 的存檔，存档日期June 12, 2016，. Documentary produced by Vermont Public Television
- ECHO, Leahy Center for Lake Champlain 的存檔，存档日期June 11, 2021，.
- Ethan Allen Homestead Museum 的存檔，存档日期January 11, 2010，.
- Lake Champlain Community Sailing Center Wikiwix的存檔，存档日期March 11, 2014，
- Lake Champlain Basin Atlas 的存檔，存档日期February 27, 2021，.
- Lake Champlain Basin Program 的存檔，存档日期June 28, 2021，.
- Lake Champlain Maritime Museum 的存檔，存档日期May 6, 2021，.
- Lake Champlain Quadricentennial 的存檔，存档日期2009-07-03.
- International flood study 的存檔，存档日期December 16, 2017，.
- Shelburne Museum 的存檔，存档日期June 26, 2021，.
- Lake Champlain United 的存檔，存档日期March 21, 2021，.
- Lake Champlain International 的存檔，存档日期October 16, 2020，.